# Sisyridae
Sisyridae, es una familia de Pterygota (insectos alados) del orden Neuroptera. Existen unas 60 especies vivas descriptas, y varias especies extintas descriptas a partir de restos fósiles.

## Descripción

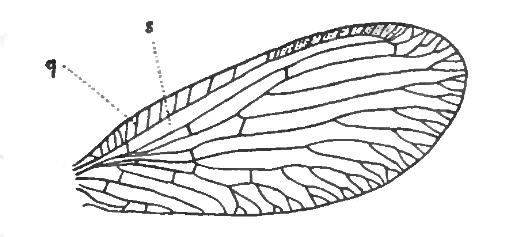
Venación de una ala anterior de Sisyra nigra

Por su apariencia general, los adultos se parecen a algunas Hemerobiidae. Las alas anteriores tienen una longitud de 4 a 10 milímetros. Las alas grisáceas o parduzcas tienen pocas venas cruzadas, excepto en el campo costal, y la mayoría de ellas no están bifurcadas. Las venas subcostales (Sc) y radiales (R1) están fusionadas cerca de la punta del ala.
Las larvas de Sisyridae se ven bastante extrañas. A primera vista, similares a los de algunos osmílidos (Osmylidae), tienen patas delgadas en un tórax voluminoso, antenas largas y piezas bucales flexibles y filiformes. Sin embargo, el segundo y tercer estadios poseen siete pares de branquias traqueales articuladas y móviles debajo de su abultado abdomen. Ninguna otra familia de insecto existente posee branquias de ese tipo, y hace que sean fáciles de distinguir de las larvas osmílidas.

## Ecología y ciclo de vida

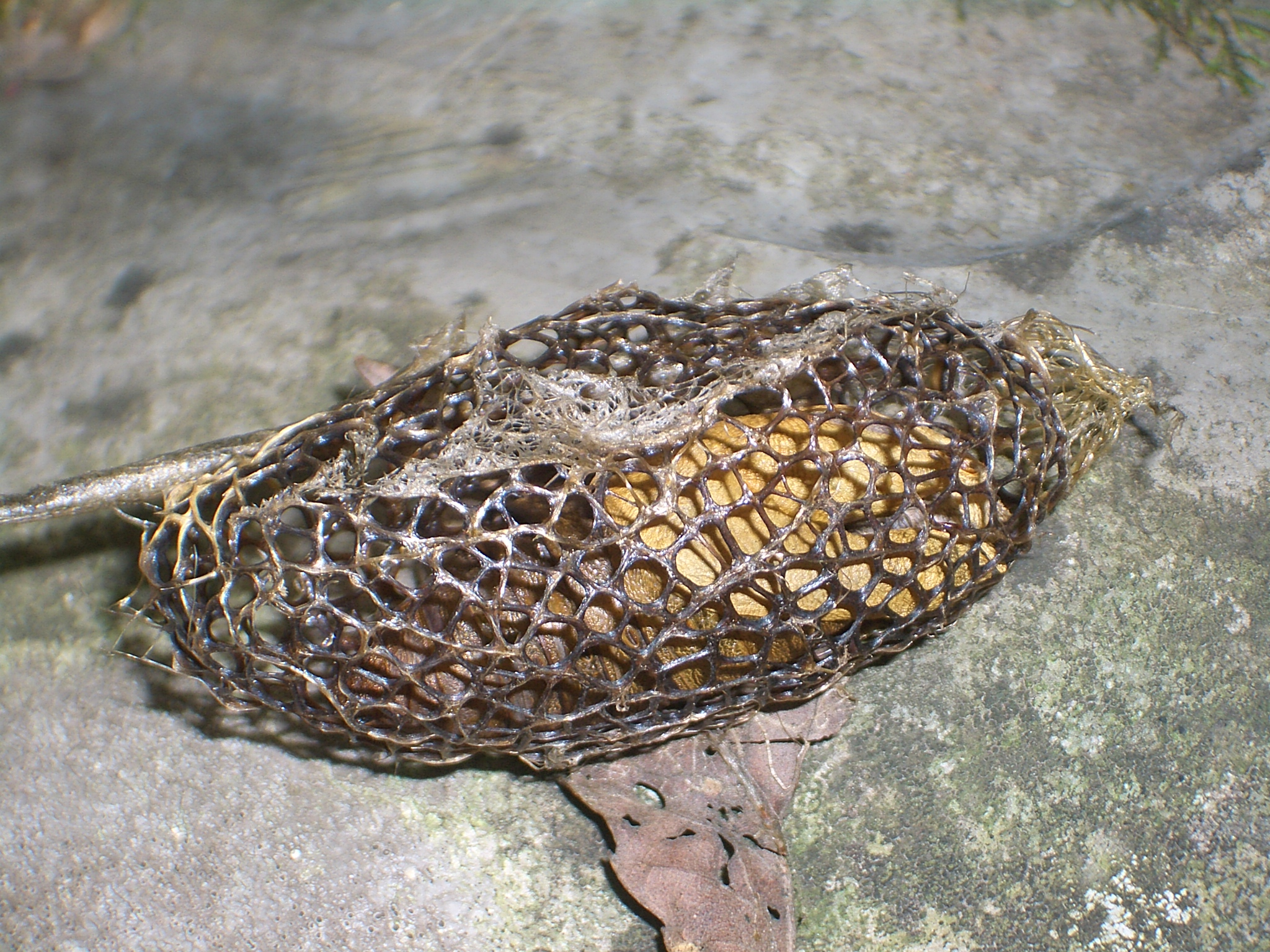
Capullo y pupa.

Los adultos son crepusculares o nocturnos. Son omnívoros, y a veces cazan pequeños invertebrados, pero por lo general se alimentan de los cuerpos de animales muertos, y de polen y rocío de miel.
Las hembras depositan sus huevos solos o como pequeños nidos en plantas que se inclinan sobre lagos de agua dulce o ríos de movimiento lento. Tejen una red protectora para cubrir los huevos. Cuando las larvas eclosionan, caen al agua donde se desarrollan hasta la pupación. Usan sus piezas bucales para parasitar a las esponjas de agua dulce Spongillidae (por ejemplo, del género Spongilla), de allí su nombre común y los briozoos de agua dulce de Phylactolaemata picando en el cuerpo de los animales hospedantes y succionando el contenido celular. Las antenas son más gruesas de lo que parecen y se utilizan para ayudar en la locomoción. El desarrollo hasta la pupación lleva entre varias semanas y un año.

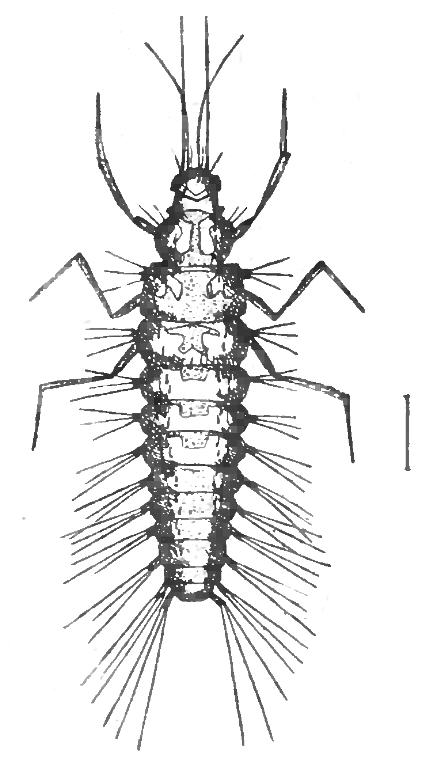
Larva de la especie Sisyra.

Sus larvas salen del agua y buscan refugio en sitios cercanos para la pupación, eligiendo acomodarse debajo de rocas o detrás de la corteza de un árbol. Ellas fabrican un capullo que las contiene durante la pupación, pero en climas templados hibernan en el capullo como larvas, la pupación se realiza durante la primavera siguiente.

## Taxonomía
La familia se encuentra dividida en dos subfamilias con los dos géneros vivos y los dos extintos en Sisyrinae, mientras que el género extinto Paradoxosisyra se ubica en la subfamilia monotipo Paradoxosisyrinae.
Sisyridae
- †Paradoxosisyrinae
  - †Paradoxosisyra
- Sisyrinae
  - Climacia
  - †Paleosisyra
  - †Prosisyrina
  - Sisyborina
  - Sisyra
  - Sisyrina